# Aサインデイズ
『Aサインデイズ』（英語: A Sign Days）は、崔洋一監督による1989年製作・公開の日本映画作品。沖縄の女性ロックシンガー喜屋武マリー（後のMarie）の半生を取り上げた利根川裕の著書『喜屋武マリーの青春』（1986年）を、原案としている。
1990年の第11回ヨコハマ映画祭では、脚本賞（斎藤博、崔洋一）、主演男優賞（石橋凌）、主演女優賞（中川安奈）を受賞した。

## ストーリー
本土復帰以前のベトナム戦争期であった1968年の沖縄のコザ市（後の沖縄市）で、米兵相手の飲食店で働いていた16歳の混血の少女エリは、地元のロックバンドのリーダーであるサチオと出会って恋に落ち、サチオたちとバンドを組んでロック音楽にものめり込んでゆく。音楽に生きてゆくふたりは、本土復帰へと向かってゆく時代の変化の中で翻弄されてゆく。
原作はノンフィクション作品であるが、本作では実在する人物をモデルとする人物がいろいろ登場するものの、名前などはすべて実在のものから変えられており、状況設定やストーリーの展開の大枠は原作に準拠しているものの、あくまでもフィクションとして再構成されている。

## キャスト
- エリ：中川安奈
- サチオ：石橋凌
- ひろみ：広田玲央名
- 竜ちゃん：SHY
- ミッキー：浦田賢一
- きよし：清水昭博
- サブ：川平慈英
- ヨーコ：余貴美子
- 「WHITE」のママさん：亀渕友香
- 与那覇：大地康雄
- たか子：中尾ミエ
- 正史：岡田祉明
- 良太：山本秀史
- 一男：伊藤淳史
- 兄貴分：マットーヤ・毛平
- ギター教室教師：奈良敏博

## スタッフ
- 監督：崔洋一
- 脚本：斎藤博
- 原案：利根川裕『喜屋武マリーの青春』
- 音楽：埜邑紀見男
- 主題歌：喜屋武マリー「愛は限りなく」
- ボイストレーナー：古賀義弥
- 撮影：浜田毅
- セカンドカメラ：栢野直樹、松島孝助
- 照明：矢部一男
- 美術：今村力
- 録音：細井正次
- 整音：小野寺修
- 編集：冨田功
- 助監督：竹安正嗣、佐々部清、遠田裕司、中田秀夫
- 製作担当：小橋孝裕
- 音響効果：斉藤昌利
- 技斗：高瀬将嗣
- スタジオ：大映スタジオ、にっかつ撮影所、東映東京撮影所
- 現像：IMAGICA
- プロデュース：土川勉
- 企画協力：東条あきら、喜屋武幸雄
- 製作者：山本洋、佐藤正之
- 製作協力：大映映像
- 製作：大映